# Sierra Leones damlandslag i volleyboll
Sierra Leones damlandslag representerar Sierra Leone i volleyboll på damsidan. Laget deltog i kvalet till VM 2014.